# Teschener Kammer

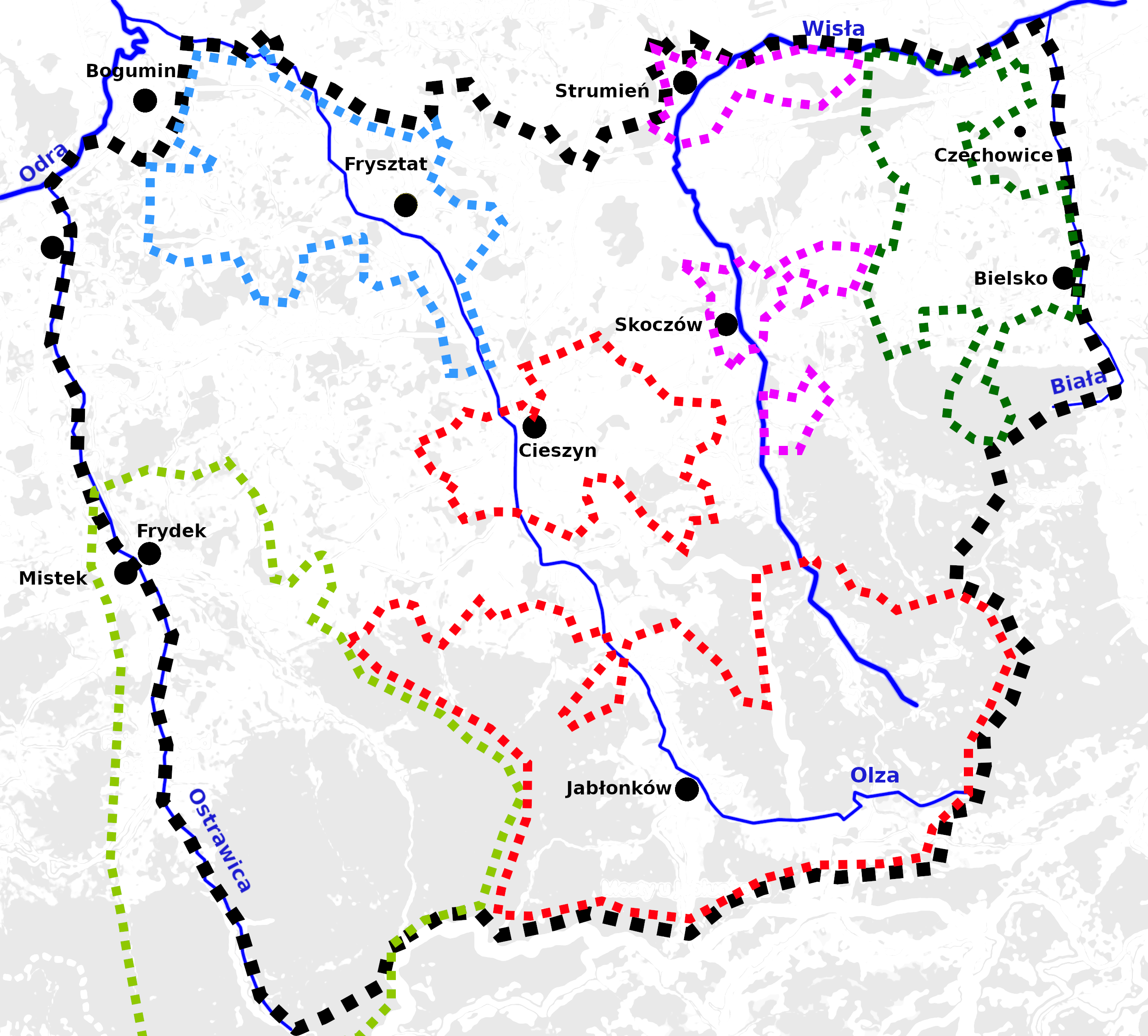
Zersplittertes Herzogtum Teschen um 1580:

Die Teschener Kammer (polnisch Komora Cieszyńska, tschechisch Těšínská komora) war eine Latifundie der Habsburger auf dem Gebiet des Herzogtums Teschen von 1654 bis 1918.

## Geschichte

Gelbes Territorium um 1844, 1797 wurde auch die Standesherrschaft Friedek (rot) an die Kammer angeschlossen

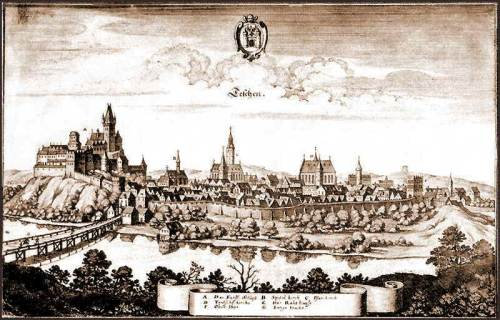
Stadt und Burg Teschen um 1640

Nachdem die letzte Herzogin von Teschen, Elisabeth Lukretia, aus dem Geschlecht der Schlesischen Piasten 1653 verstarb, fiel das Herzogtum Teschen an die Habsburger als Könige von Böhmen. Die Habsburger richteten 1654 zur Verwaltung ihrer Güter im Herzogtum Teschen die Teschener Kammer als Latifundie ein. Erster Verwalter wurde Kaspar Tłuk. Die Kammer umfasste ursprünglich vier Städte (Teschen, Skotschau, Schwarzwasser und Jablunkau) sowie 31 Dörfer in zwei Landesteilen: dem größeren um Teschen und Jablunkau und dem kleineren um Skotschau und Schwarzwasser. Zweck der Kammer war es, das Einkommen der Habsburger aus den Gütern durch eine höhere Abgabenlast der Bevölkerung zu mehren und die Gegenreformation durchzusetzen. Beides führte dazu, dass das ohnehin schon im Dreißigjährigen Krieg stark in Mitleidenschaft gezogene Herzogtum Teschen sich nicht erholen konnte, da es zu einer starken Abwanderung der größtenteils lutherischen Bevölkerung kam. Erst im 18. Jahrhundert verbesserte sich die Lage. 1737 umfasste die Kammer schon 49 Dörfer. Die Gegenreformation schwächte sich ab und die Abgabenlast wurde nach dem bisher größten Bauernaufstand von 1766 im Jahr 1771 gemildert. Die Leibeigenschaft wurde schließlich 1781 aufgehoben. Die Kammer profitierte von der Ersten Polnischen Teilung von 1772, da das Herzogtum nun Bindeglied der habsburgerischen Lande Mähren und Galizien wurde; es lag auf der Strecke von Wien nach Krakau und Lemberg. Im gleichen Jahr setzte mit der Errichtung der Eisenhütte in Ustroń die Industrialisierung in der Kammer ein. Albert Kasimir von Sachsen begann durch Hinzukäufe zahlreicher privater Dörfer ab 1791 das Gebiet der Kammer zu erweitern. 1797 kaufte er die Standesherrschaft Friedek mit 25 Dörfern. Durch seine geschickte Wirtschaftspolitik und die günstige Lage wurde das Gebiet im Zuge der Industrialisierung zu einem der wirtschaftlich erfolgreichsten in der Habsburgermonarchie. Im 19. Jahrhundert machte sich vor allem Ludwig Hohenegger, den Erzherzog Karl 1838 ins Herzogtum Teschen holte, um die Erschließung der Bergbaus in der Kammer verdient. Im gleichen Jahr erwarb Karl das Land Saybusch im Saybuscher Becken in Westgalizien östlich des Herzogtums für die Kammer. Der Kammerbesitz wuchs auch um Gebiete außerhalb von Schlesien, unter anderem in Ungarn (Mosonmagyaróvár, Bellye, Véghles und Topolovac), in Mähren (Židlochovice) sowie in Österreich (Klachau-Wörschach). Die Schlossbrauerei Cieszyn und die Brauerei Żywiec wurden für die Kammer gegründet. Ab 1840 war das Habsburger-Jagdschloss in Teschen Verwaltungssitz der Kammer. Die Kammer wurde nach dem Ersten Weltkrieg aufgelöst. Der Kammerbesitz wurde teilweise verstaatlicht, teilweise blieb er bis 1944 im Eigentum der Habsburger, wie zum Beispiel die Brauerei Żywiec.